# 德威特 (愛荷華州)
德威特（英語：DeWitt）是一個位於美國愛荷華州克林頓縣的城市。

## 地理
德威特的座標為41°49′22″N 90°32′34″W / 41.82278°N 90.54278°W，而該地的平均海拔高度為216米（即709英尺）。

## 人口
根據2010年美國人口普查的數據，德威特的面積為15.49平方千米，當中陸地面積為15.49平方千米，而水域面積為0.00平方千米。當地共有人口5322人，而人口密度為每平方千米343人。